# Аа (растение)
Аа (лат. Aa) — род растений семейства Орхидные (подсемейство Orchidoideae, триба Cranichideae). В род включают 25 видов, произрастающих в Андах (Аргентина, Колумбия, Эквадор, Перу, Боливия, Венесуэла, Чили, Коста-Рика, Панама) на границе линии снегов возле горных ручьёв.

## Название
Первое научное описание видов рода было сделано в 1815 году Карлом Сигизмундом Кунтом, переименовавшим род Alsteinia в Aa, включая два вида, Aa argyrolepis и Aa paleacea.
Род назван, согласно одной из версий, в честь Питера ван дер Аа (1659—1733), голландского издателя книг и карт, в знак признательности за то, что он в 1698 году напечатал книгу Paradisus Batavus голландского ботаника Пауля Германа, скончавшегося в 1695 году. По другой версии род назван так с той целью, чтобы всегда быть первым в алфавитном порядке.
Название этого рода — одно из двух, наряду с Ио (Io B.Nord., 2003), самых коротких действительных названий родов сосудистых растений по данным сайта Germplasm Resources Information Network (GRIN).

## Биологическое описание
Представители рода — травянистые растения с удлинёнными соцветиями, растущими от основной розетки, заканчиваясь маленьким белым опрокинутым цветком с губой наверху. Эта губа имеет форму капюшона. Цветки испускает острый запах, который привлекает мух.

## Виды
По информации базы данных The Plant List, род включает 25 видов:
- Aa achalensis Schltr. (1920) (Аргентина)
- Aa argyrolepis Rchb.f. (1854) (Колумбия и Эквадор)
- Aa aurantiaca D.Trujillo
- Aa calceata (Rchb.f.) Schltr. (1912) (Перу, Боливия)
- Aa colombiana Schltr. (1920) (Колумбия и Эквадор)
- Aa denticulata Schltr. (1920) (Колумбия и Эквадор)
- Aa erosa (Rchb.f.) Schltr. (1912) (Перу)
- Aa fiebrigii (Schltr.) Schltr. (1912) (Боливия)
- Aa hartwegii Garay (1978) (Колумбия, Эквадор,Венесуэла)
- Aa hieronymi (Cogn.) Schltr. (1912) (Аргентина)
- Aa leucantha (Rchb.f.) Schltr. (1920) (Колумбия, Эквадор)
- Aa lorentzii Schltr. (1920) (Аргентина)
- Aa macra Schltr. (1921) (Эквадор)
- Aa maderoi Schltr. (1920) (Колумбия, Эквадор, Венесуэла)
- Aa mandonii (Rchb.f.) Schltr. (1912) (Перу, Боливия)
- Aa matthewsii (Rchb.f.) Schltr. (1912) (Перу)
- Aa microtidis Schltr. (1922) (Боливия)
- Aa nervosa (Kraenzl.) Schltr. (1912) (Чили)
- Aa paleacea (Kunth) Rchb.f. (1854) (Коста-Рика, Боливия)
- Aa riobambae Schltr. (1921) (Эквадор)
- Aa rosei Ames (1922) — Аа Роуза (Перу)
- Aa schickendanzii Schltr. (1920) (Аргентина)
- Aa sphaeroglossa Schltr. (1922) (Боливия)
- Aa trilobulata Schltr. (1922) (Боливия)
- Aa weddeliana (Rchb.f.) Schltr. (1912) (Перу и северо-восток Аргентины)